# Félicien Scarpellini
Pour les articles homonymes, voir Scarpellini.
Félicien Scarpellini (1762-1840) est un homme politique franco-italien.

## Biographie
Né le 20 octobre 1762 à Foligno, Félicien Scarpellini est député de Rome au Corps législatif de 1811 à 1814. Il meurt le 1er décembre 1840 à Rome.